# Anthospermum perrieri
Anthospermum perrieri är en måreväxtart som beskrevs av Anne-Marie Homolle och Christian Puff. Anthospermum perrieri ingår i släktet Anthospermum och familjen måreväxter. Inga underarter finns listade i Catalogue of Life.